# Oblężenie Lejdy
Oblężenie Lejdy – oblężenie, które miało miejsce w roku 1574 w trakcie wojny osiemdziesięcioletniej.
Po bitwie pod Mookerheyde Hiszpanie rozpoczęli oblężenie Lejdy. W trakcie oblężenia obrońcy przerwali kilka grobli, co spowodowało podniesienie się stanu wód o ćwierć metra. Hiszpanie starali się jeszcze zachować wewnętrzną groblę, jednak zostali pokonani, a wlewające się wody wykorzystano do przeprawienia łodzi z prowiantem dla mieszkańców Lejdy. Gdy flotylla holenderska wpłynęła do pobliskiego kanału, została ostrzelana przez broniących ostatniej grobli Hiszpanów. Dopiero w trakcie kolejnego sztormu, kiedy to wody podniosły się ponownie, Holendrzy zaatakowali fortyfikacje wroga, podpalając je. Po kilku dniach do miasta przypłynęły okręty wysłane z odsieczą przez Wilhelma Orańskiego, które przywiozły wygłodzonym mieszkańcom żywność. Miasto uratowano, a Hiszpanie zmuszeni zostali do wycofania się z zalanych wodą terenów.